# Donkergrijze buizerd
De donkergrijze buizerd (Cryptoleucopteryx plumbea, synoniem: Leucopternis plumbeus) is een roofvogel uit de familie van de havikachtigen (Accipitridae). Het is een kwetsbare roofvogelsoort in het westen van Zuid-Amerika van Colombia tot in Peru.

## Kenmerken
Deze buizerdachtige vogel is 33 tot 37 cm lang en heeft een spanwijdte van 71 tot 79 cm. De volwassen vogel is overwegend donker loodgrijs, met zwarte vleugels en zwarte staart. Midden over de staart loopt een opvallende witte band. De ondervleugeldekveren zijn wit en het bevederde deel van het loopbeen is fijn zwartwit gebandeerd. De vogel lijkt sterk op de leigrijze buizerd (Buteogallus schistaceus), maar die is groter (41 tot 46 cm) en heeft een witte eindband op de staart (naast een middenband).

## Verspreiding en leefgebied
Deze soort komt voor van Panama tot Peru in vochtige bossen tot op 800 m boven zeeniveau, waar hij voorkomt in dichte boomkronen, maar er zijn ook waarnemingen in gedegradeerd bos.

## Status
De grootte van de populatie wordt door BirdLife International geschat op 10-20 duizend volwassen individuen en de populatieaantallen nemen af door habitatverlies. Het leefgebied wordt aangetast door ontbossing, waarbij natuurlijk bos wordt omgezet in gebied voor agrarisch gebruik en mijnbouwactiviteiten. Om deze redenen staat deze soort als gevoelig op de Rode Lijst van de IUCN.